# Therion minutum
Therion minutum là một loài tò vò trong họ Ichneumonidae.